# Музей кружева (Вамберк)
Вамберкский музей кружева — музей кружевоплетения, расположенный по адресу Гусово намести 88 в Вамберке, в районе Рихнов - над — Кнежноу Краловеградецкого края, посвящённый искусству вамберскому кружева.

## История
Город Вамберк тесно связан с историей и производством кружева и стал центром кружевного производства Чехии.
Существует версия, что коклюшечное кружевоплетение было привезено в Вамберк бельгийской дворянкой Магдаленой Грамбовой в первой трети XVII века.
Со второй половины XIX до начала XX века кружево производилось почти в каждом доме в Вамберке.
В XIX веке кружева также стали производиться машинным способом, и спрос на кружево ручной работы начал падать.
В 1889 году здесь была основана школа кружевоплетения, что значительно помогло сохранить и развить высокий уровень местного кружевоплетения. Традиция бисероплетения в Вамберке до сих пор жива, и с 2002 года здесь проводится Биеннале чешского кружева, а победившие работы закупает город Вамберк.
Музей кружева Вамберк был основан в 1929 году из коллекций вышеупомянутой школы кружева.
С 1948 года музей располагается в вилле Беднаржа, построенной в 1916 году по проекту архитектора Олдржиха Лиска (памятник культуры в стиле ар-деко, или рондокубизм).
В музее представлены старинные народные кружева и развитие кружевоплетения до наших дней.
Музей является филиалом Орлицкого горского музея и галереи в Рыхнове-над-Кнежноу .
Вход в музей платный.

## Экспозиция музея
- Вступительный фильм
- Трансформация кружева в Богемии — историческое развитие кружева с XVIII века до наших дней и начало кружевоплетения в регионе Вамбер и обучение кружевоплетению.
- Интерактивная кружевная энциклопедия.
- Кружева и одежда.
- Коллекция Всемирной выставке в Брюсселе 1958, Монреале 1967, художники Эмилия Паличкова, Ева Фиалова, Милча Еремяшова, Мария Ванькова, Мария Седлачкова-Сербоускова и другие.
- XXI век, работы-победители Биеннале чешского кружева.
- Кружевная барабанная машина, где вы можете сделать свое собственное кружево.
- Краткосрочные выставки.
- Игровая для детей, сад, магазин.

## Галерея

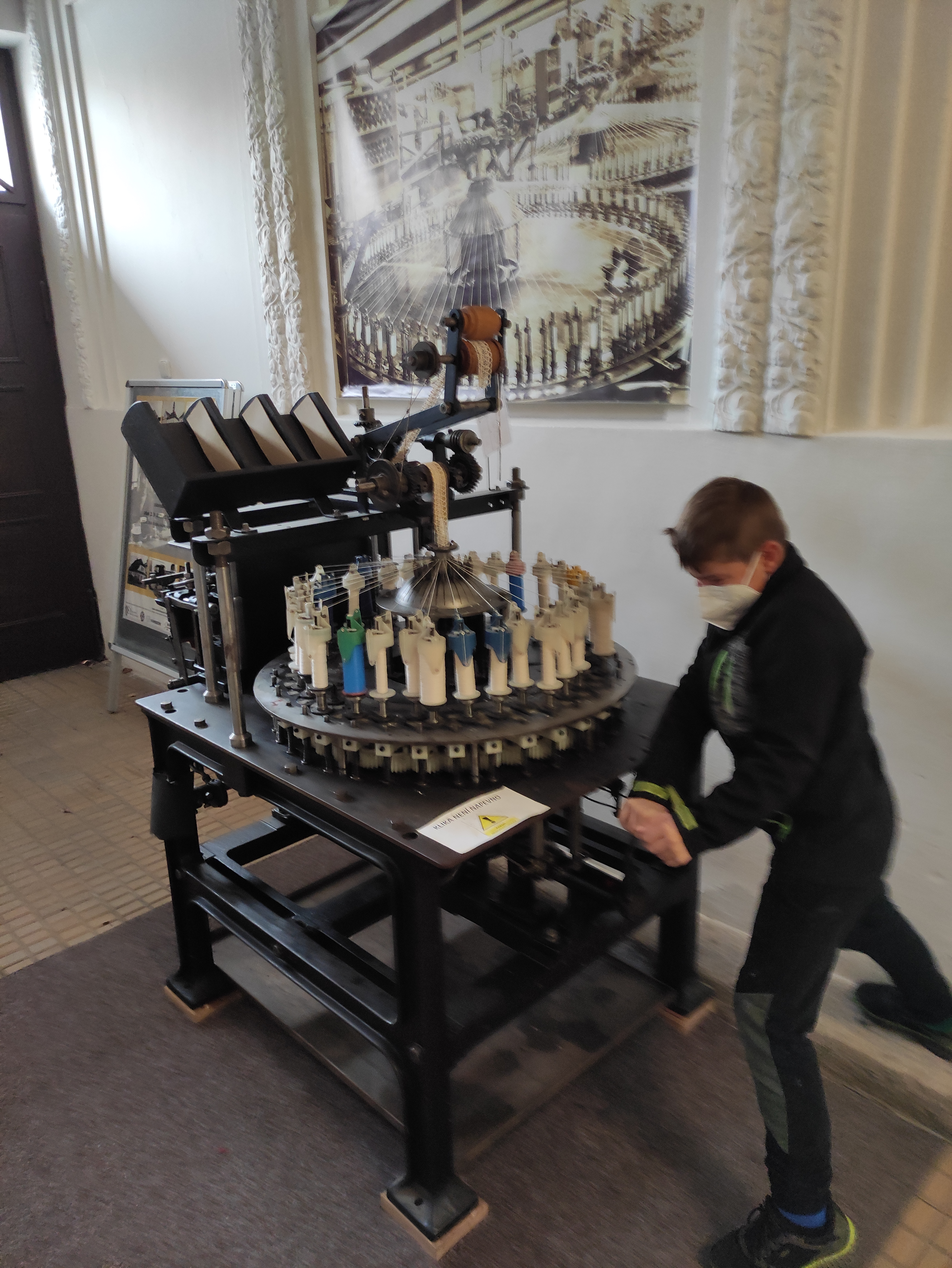
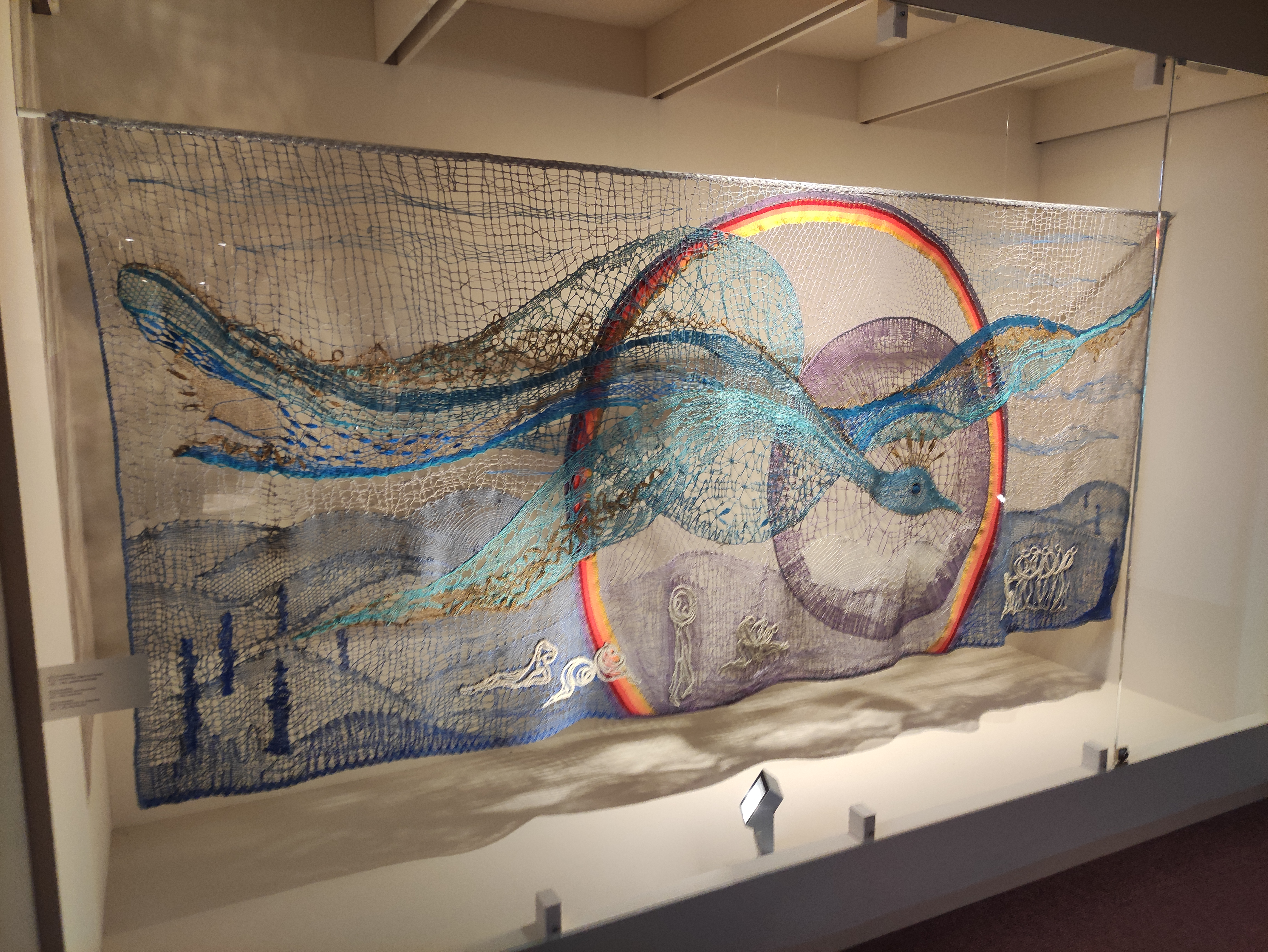